# Касба-Тадла
Касба-Тадла (араб. قصبة تادلة‎) — город в Марокко, расположен в области Тадла-Азилаль.

## Географическое положение
Центр города располагается на высоте 465 метров над уровнем моря.

## Демография
Население города по годам:
| 2004   | 2012   |
| ------ | ------ |
| 40 898 | 44 579 |

## Транспорт
Ближайший аэропорт расположен в городе Бени-Меллаль.